# Bucaner
Un bucaner —en les llengües caribs, bucán és la reixeta o trama de fusta utilitzada pels habitants precolombins del Carib o Antilles per fumar la carn — era en origen un habitant de la part occidental de l'illa Hispaniola, on es troben actualment Haití i la República Dominicana, que es dedicaven a caçar vaques i porcs salvatges per a bucanar, és a dir, fumar la carn i vendre-la als vaixells que navegaven per les aigües del mar Carib.

## Història

### Inicis
Durant el segle xvi es van establir a la part occidental de l'illa, que havia estat abandonada pels castellans, aventurers europeus, sobretot francesos, la majoria de Normandia, que copiaren dels amerindis arawak la tècnica de conservació de la carn i es van dedicar a adobar la pell dels animals caçats per vendre-la als europeus de pas.
Quan les autoritats de la Monarquia Hispànica van fer envair l'illa Hispaniola perquè no pagava impostos a la Corona castellana, els invasors van exterminar-ne els animals en què els bucaners basaven el seu comerç i, a més, les autoritats franceses que governaven l'illa van dictar-hi lleis en contra; molts dels habitants es van anar a establir a l'illa de La Tortuga i es van afegir als filibusters per dedicar-se a la pirateria, sobretot contra els castellans.
Al llarg dels segles xvii i xviii l'ús d'aquest terme es va alternar amb el de filibuster. Tot i que se sol considerar que els bucaners són els antecessors dels filibusters i que aquests aparegueren quan aquells es feren bandits, habitualment aquest terme i pirata són emprats com a sinònims. Se'n va generalitzar l'ús, sobretot a partir de la publicació de l'obra d'Exquemelin el 1678 i és el d'ús més corrent als països anglosaxons per a designar els pirates, i reservaren la paraula filibuster (amb una accepció que va començar a tenir al segle xix) per a fer referència a aventurers polítics en països Sud-americans. Així com els pirates solien limitar les seves activitats a la mar, els bucaners no menyspreaven pas les activitats en terra ferma, ni el pillatge.

### Abandonament de la part occidental de la Hispaniola
El monopoli del comerç que imposava la monarquia Hispànica a les seves colònies feia que no poguessin proveir-se dels productes manufacturats que necessitaven, entre altres raons, a causa de l'estancament de la societat hispànica de l'època, que no havia desenvolupat una classe burgesa que basés la seva riquesa en el comerç i ela manufactura de productes. La Monarquia Hispànica estava immersa en les guerres de religió centre-europees i la major part de les riqueses que provenien de les Amèriques eren destinades a pagar comerciants i intermediaris que subministraven a la monarquia els productes que calien per mantenir actius els immensos exèrcits de Carles V i del seu fill Felip II que combateren per tot el vell continent contra els protestants. Aquests diners contribuïren a la formació d'una societat rica, basada en una economia productiva, en països europeus com Holanda i Anglaterra.
L'escassesa de subministraments de peix i d'aliments en general a les colònies de la Monarquia Hispànica empenyia els seus habitants a adquirir-ne fora del circuit del monopoli del comerç que representava per la Casa de Contractació d'Índies. A més, els preus d'aquests productes anaven apujant sense mesura fins al punt que només es podien adquirir a canvi de béns molts valuosos. Aquesta situació afavoria que vaixells carregats de productes manufacturats s'aventuressin a acostar-se a les costes americanes a fer-hi negoci. En aquell temps, les més habitades eren les de l'illa de la Hispaniola, on hi havia la capital de les noves terres descobertes, seu de l'autoritat representada per l'Audiència de Santo Domingo. Aquí hi venien a bon preu els articles que hi portaven, alhora que compraven els productes tropicals que s'hi produïen i també els cuirs, ben valorats al vell continent.
Quan un vaixell carregat de productes manufacturats s'apropava a la costa de la Hispaniola, especialment a la part occidental, corria la veu per tots els poblats i ràpidament els seus pobladors es concentraven a rebre'l carregats de mercaderies per a fer-ne barata amb els comerciants del vaixell.
Els cuirs eren els productes més demanats pels contrabandistes. El comerç il·legal va florir de tal manera que es van establir magatzems en llocs estratègics, prop de la costa, per als productes d'intercanvi. Cap a finals del segle xvi, el comerç al marge del monopoli legal era exercit per holandesos, anglesos, portuguesos i francesos. Mentre que, a Europa, els catòlics estaven en guerra contra els protestants, en terres americanes els castellans hi tenien relacions comercials. Tan gran era el volum del contraban que l'any 1600 es van recollir més de tres-centes bíblies luteranes entre els habitants de l'oest de l'illa.
L'episodi de les bíblies luteranes va fer reaccionar el govern de la metròpoli. Felip III va determinar, per tal de fer net del contraban, fer evacuar aquella part de l'illa. Encara que els holandesos, interessats a mantenir l'abundós comerç que tenien amb els habitants d'aquesta part de l'illa, els havien promès de donar suport a les negatives d'evacuació, quan molts habitants d'aquelles terres es van revoltar contra l'ordre de desallotjar-les, no van rebre cap ajut d'Holanda i la part occidental de la Hispaniola va ser finalment evacuada. L'any 1606 un terç de l'illa estava desert. Hi va restar molt de bestiar vagant pels camps, la població del qual va anar augmentant desmesuradament.

### L'abandonament de Sant Cristòfol
A l'illa de Sant Cristòfol o Saint Kitts, s'hi havien establert uns quants colons francesos i anglesos. Després d'uns quants anys de convivència més o menys pacífica entre uns i altres, l'any 1629 una armada castellana comandada per l'almirall Fadrique de Toledo va atacar l'illa i en va expulsar els colons. Els francesos van poder-ne fugir amb uns quants vaixells que, després de passar per diverses illes veïnes, van arribar a la part despoblada de la Hispaniola, on van trobar bones terres de conreu i un gran nombre d'animals sense amo i embordonits. Aquí va néixer la societat bucanera i filibustera.

### Els bucaners
Una part dels arribats de Saint Kitts es va dedicar a l'agricultura, els anomenats «habitants», mentre que una altra part, els bucaners, es va dedicar a la cacera d'animals que vagaven pels camps de l'illa.
Els bucaners caçaven els animals i en fumaven la carn per a vendre-la, tal com feien amb el cuir, a qui la volgués comprar. No tenien cap codi ni llei escrita (sí que en tenien els filibusters) i es regien per hàbits o costums. Entre els bucaners no hi havia esclaus, encara que es va instituir la figura del «compromès», algú que s'havia "venut" per un temps determinat, normalment tres anys, a un bucaner. Cada bucaner solia tenir un compromès que treballava per a ell i que vivia en un règim de semi-esclavatge, semblant al dels indis de les comanadories. Vivien sense lleis ni autoritat.
El centre de mercadeig dels bucaners era l'illa de la Tortuga, situada a dues llegües de la costa de la Hispaniola, amb un port natural molt fàcil de defensar i una costa difícil d'abordar. La Tortuga també va ser la plaça forta dels qui es van dedicar a la pirateria, és a dir, dels filibusters. Hi coincidien les dues societats i, quan la dels bucaners desaparegué, s'hi va establir amb més força la dels pirates.
La Tortuga va patir diversos atacs i conquestes per part de les tropes espanyoles aquarterades a la part oriental de la Hispaniola; però els seus habitants, majoritàriament francesos, van seguir residint tant a la Tortuga com a la que en deien «Terra Gran», els terrenys de l'illa Hispaniola.
França va nomenar el capità Li Vasseur governador de la Tortuga. Aquest va fomentar el filibusterisme, que li permetia viure enmig d'un luxe enlluernador perquè rebia una part de tot allò que entrava a l'illa. El 1653, el governador Li Vasseur va ser assassinat per un dels seus fills adoptius i per a succeir-lo va ser nomenat governador De Fontenay. Poc després, el gener de 1654, l'illa va ser reconquerida pels espanyols, que de primer hi van establir una guarnició que més tard van retirar deixant l'illa desprotegida de nou. De seguida, va ser conquerida pels francesos que, després de diversos episodis d'atacs i permisos amb Anglaterra, van aconseguir d'imposar Du Rausset com a lloctinent de l'illa.
Du Rausset va flirtar amb els anglesos per guanyar-se'n la confiança, cosa que va fer que el govern de França el fes detenir i empresonar. Du Rausset va vendre els drets sobre l'illa de la Tortuga a la Companyia Francesa de les Índies Occidentals el 15 de novembre de 1665. El govern de l'illa va ser encarregat a Bertrand d'Ogeron, personatge clau per a assolir la fi de la societat dels bucaners.

### Declivi i final dels bucaners
Bertrand d'Ogeron es proposà ampliar el control francès al territori d'Hispaniola, a Terra Gran. La societat dels bucaners no reconeixia cap autoritat, per la qual cosa era un obstacle per als plans del governant de Tortuga. Ogeron va atènyer el poder el 6 de juny de 1665 i el 20 del mateix mes comunicava a França que: 
| « | (els bucaners) viuen com salvatges, sense reconèixer ningú com a cap i sense acceptar que ningú els en pugui fer, i fent mil malifetes. | » |

Aquesta informació, que atribuïa als bucaners «mil malifetes», volia desprestigiar-los. En aquesta mateixa comunicació, Ogeron demanava al rei francès Lluís XIV que expulsés d'Hispaniola tots el bucaners i que prohibís tot comerç amb ells. L'escrit revela clarament la seva intenció de fer-los anar a viure a la Tortuga i augmentar, per tant, el nombre de filibusters.
Les ordres d'evacuació dels bucaners van ser poc efectives. El 1670, hi ha notícies que seguia havent-hi comerç dels bucaners i dels "habitants" (pagesos) amb vaixells holandesos i que hi va haver revoltes dels bucaners contra l'autoritat de la Tortuga.
La fi de la societat dels bucaners va arribar tant pels impediments a les activitats comercials que els posaven des de la Tortuga com per l'exhauriment dels animals que caçaven, causat tant per la sobreexplotació mateixa de la cacera com per les anomenades cinquantena, grups de cinquanta homes a cavall organitzats pels castellans que, armats amb llances, es dedicaven a matar el bestiar errant de l'illa amb la finalitat d'expulsar-ne els francesos que, com els bucaners, havien anat a poc a poc colonitzant la part de l'illa abandonada pels castellans. Aquesta part esdevingué més tard Haití.